# 山田焼

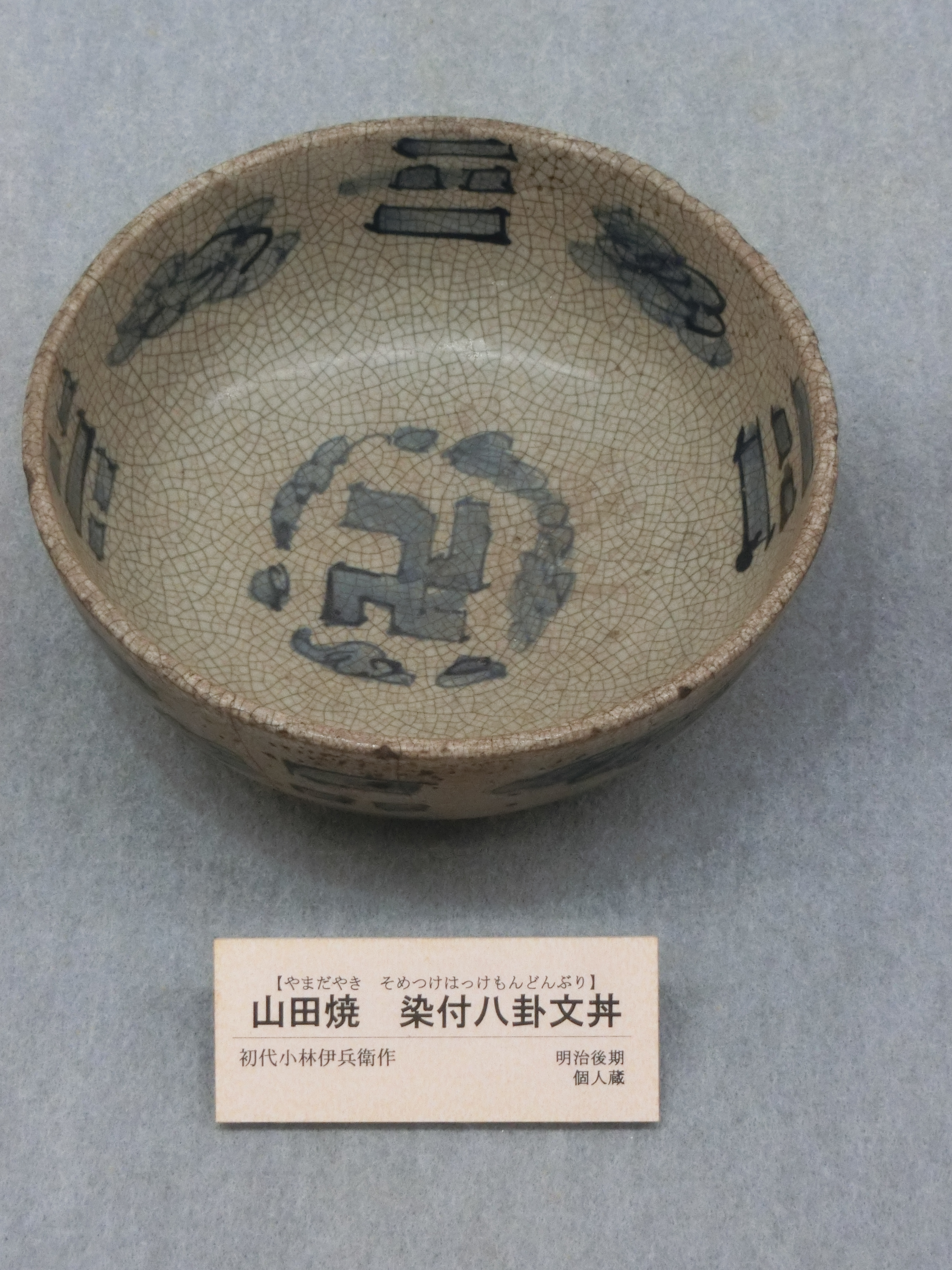
高山まちの博物館で展示されている山田焼

山田焼（やまだやき）は岐阜県高山市で焼かれる陶器である。
江戸時代中期に瀬戸の陶工が窯を開いたのが始まりであるとされ、主に庶民向けの日用陶器を製造している。渋草焼、小糸焼と共に現存する焼き物だが、前者が藩主や風流人に好まれたのに対し山田焼は農民、町人のために焼かれた生活雑器である。創始者は稲垣藤四郎といわれる。また、材料の粘土は地元の水田の土を用いていたという。
しかしながら、殖産興業のために山田焼は郡代から推奨されたため、飛騨の焼き物の中で最も長い歴史を持つことになり、現在に至るまで窯の火が絶えたことはない。また明治時代には窯業の技術を応用して土管、煉瓦、瓦などを焼き、大いに繁栄した。
2006年現在は小林陶舎の一軒のみが民芸調の陶器を焼いている。決して飾らない、素朴ながら味わいの深い意匠に人気がある。
1992年（平成4年）3月30日に岐阜県郷土工芸品に指定されている。